# 4-й артиллерийский корпус

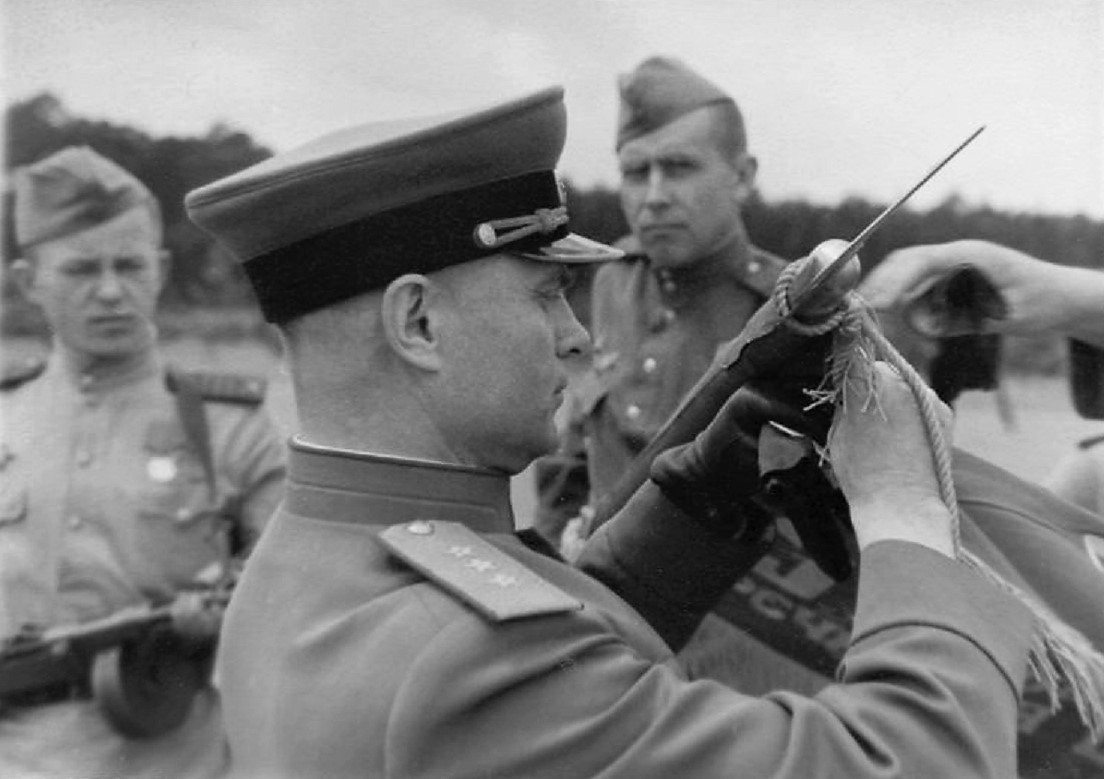
Военный парад в честь победы в Великой Отечественной войне в Штраусберге (Германия). Командующий артиллерией 1-го Белорусского фронта генерал-полковник В. И. Казаков вручает награды отличившимся в боях за Берлин частям и соединениям 4-го артиллерийского корпуса прорыва РГК. 10 мая 1945 года

4-й артиллерийский Берлинский Краснознамённый корпус прорыва РГК — формирование (соединение, артиллерийский корпус прорыва) резерва ВГК РККА времён Великой Отечественной войны.
Сокращённое наименование — 4 акп РГК.

## История
4-й артиллерийский корпус РВГК сформирован 24 апреля 1943 года на основании постановления ГКО от 12 апреля 1943 года.
В боях Великой Отечественной войны с 17 мая 1943 года. Приказом Верховного Главнокомандующего № 0111 от 11 июня 1945 года корпусу было присвоено почётное наименование Берлинский.
Он был награждён орденом «Красного Знамени».
Полное наименование после окончания войны — 4-й Берлинский Краснознамённый артиллерийский корпус прорыва.
Корпус расформирован в декабре 1953 года, в связи с сокращением ВС СССР.

## Награды и почётные наименования
| Награда (наименование)             | Дата награждения                                                             | За что награжден |
| ---------------------------------- | ---------------------------------------------------------------------------- | --- |
| Почётное наименование «Берлинский» | присвоено приказом Верховного главнокомандующего № 0111 от 11 июня 1945 года | в ознаменование одержанной победы и отличие в боях за овладение Берлином |
| Орден Красного Знамени             | награждён указом Президиума Верховного Совета СССР от 2 июля 1944 года       | за образцовое выполнение заданий командования в боях с немецкими захватчиками при прорыве сильно укрепленной обороны немцев, прикрывающей Бобруйское направление, и проявленные при этом доблесть и мужество |

Награды частей корпусного подчинения:
- 5-я артиллерийская Калинковичская Краснознаменная дивизия прорыва
- 12-я артиллерийская Краснознаменная орденов Кутузова и Богдана Хмельницкого дивизия прорыва
- 5-я Гвардейская минометная Калинковичская Краснознаменная, ордена Суворова дивизия
- 6 артиллерийская Мозырская ордена Ленина Краснознаменная дивизия прорыва
- 34-я гвардейская артиллерийская Перекопская Краснознамённая, ордена Суворова дивизия.
- 3-я гвардейская истребительно-противотанковая артиллерийская Брестско-Варшавская, ордена Ленина, Краснознамённая, ордена Кутузова бригада
- 4-я гвардейская истребительно-противотанковая артиллерийская Речицко-Радомская дважды Краснознамённая орденов Суворова, Кутузова и Богдана Хмельницкого бригада
- 20-я отдельная истребительно-противотанковая артиллерийская Сталинградско-Речицкая Краснознамённая орденов Суворова и Кутузова бригада
- 1002-й отдельный ордена Красной Звезды[2] батальон связи
- 821-й отдельный разведывательный артиллерийский Калинковичский Краснознамённый орденов Богдана Хмельницкого и Александра Невского дивизион.

## Состав
9 мая 1945 года
- 5-я артиллерийская дивизия прорыва;
- 12-я артиллерийская дивизия прорыва;
- 5-я гвардейская миномётная дивизия;
- 1002-й отдельный батальон связи;
- 821-й отдельный разведывательный артиллерийский дивизион;
- 2355-я военно-почтовая станция.

1 января 1946 года
- 5-я артиллерийская дивизия прорыва;
- 6-я артиллерийская дивизия прорыва;
- 12-я артиллерийская дивизия прорыва;
- 1002-й отдельный батальон связи;
- 821-й отдельный разведывательный артиллерийский дивизион;
- 2355-я военно-почтовая станция;
- Альтенграбовский артиллерийский полигон.

12 июня 1946 года
- 5-я артиллерийская дивизия прорыва;
- 6-я артиллерийская дивизия прорыва;
- 34-я  артиллерийская дивизия;
- 3-я гвардейская истребительно-противотанковая артиллерийская бригада;
- 4-я гвардейская истребительно-противотанковая артиллерийская бригада;
- 8-я отдельная истребительная противотанковая артиллерийская бригада;
- 20-я истребительно-противотанковая артиллерийская бригада (2-го формирования);
- 40-я отдельная истребительная противотанковая артиллерийская бригада;
- 2-я гвардейская зенитная артиллерийская дивизия;
- 32-я зенитная артиллерийская дивизия;
- 1002-й отдельный батальон связи;
- 821-й отдельный разведывательный артиллерийский дивизион;
- Альтенграбовский артиллерийский полигон.

5 ноября 1946 года
- 5-я артиллерийская дивизия прорыва;
- 6-я артиллерийская дивизия прорыва;
- 34-я артиллерийская дивизия;
- 3-я гвардейская истребительно-противотанковая артиллерийская бригада;
- 4-я гвардейская истребительно-противотанковая артиллерийская бригада;
- 2-я гвардейская зенитная артиллерийская дивизия;
- 6-я гвардейская зенитная артиллерийская дивизия;
- 10-я зенитная артиллерийская дивизия;
- 24-я зенитная артиллерийская дивизия;
- 32-я зенитная артиллерийская дивизия;
- 821-й отдельный разведывательный артиллерийский дивизион;
- 211 отдельная рота связи.

февраль 1947 года
- 6-я артиллерийская дивизия прорыва;
- 34-я артиллерийская дивизия;
- 3-я гвардейская истребительно-противотанковая артиллерийская бригада;
- 4-я гвардейская истребительно-противотанковая артиллерийская бригада;
- 2-я гвардейская зенитная артиллерийская дивизия;
- 6-я гвардейская зенитная артиллерийская дивизия;
- 32-я зенитная артиллерийская дивизия;
- 821-й отдельный разведывательный артиллерийский дивизион;
- 211 отдельная рота связи.

1951 год
- 6-я артиллерийская дивизия прорыва;
- 34-я артиллерийская дивизия;
- 3-я гвардейская  истребительно-противотанковая артиллерийская бригада;
- 4-я гвардейская  истребительно-противотанковая артиллерийская бригада;
- 2-я гвардейская зенитная артиллерийская дивизия;
- 6-я гвардейская зенитная артиллерийская дивизия;
- 32-я зенитная артиллерийская дивизия;
- 821-й отдельный разведывательный артиллерийский дивизион;
- 1002-й отдельный батальон связи.

1952 год
- 6-я артиллерийская дивизия прорыва;
- 34-я артиллерийская дивизия;
- 6-я гвардейская зенитная артиллерийская дивизия;
- 32-я зенитная артиллерийская дивизия;
- 821-й отдельный разведывательный артиллерийский дивизион;
- 1002-й отдельный батальон связи.

## Подчинение
Входил в состав фронтов и объединений:
- Центрального;
- 2-го Белорусского;
- 1-го Белорусского фронтов;
- Группа советских оккупационных войск в Германии.

## Командиры
- 24.04.1943 — 19.05.1943 генерал-майор артиллерии В. Н. Мазур
- 20.05.1943 — май 1950 генерал-лейтенант артиллерии Н. В. Игнатов
- май 1950 — октябрь 1953 генерал-майор артиллерии И. Ф. Санько

## Отличившиеся воины
- Аряев, Василий Иванович
- Барышев, Николай Герасимович
- Брилёв, Тимофей Ефимович
- Бузинов, Михаил Васильевич
- Ванахун, Манзус
- Волков, Сергей Петрович
- Говоров, Фёдор Иванович
- Губарь, Александр Герасимович
- Дементьев, Андрей Александрович
- Домрачев, Александр Васильевич
- Ерошкин Андрей Григорьевич
- Ефимов, Константин Александрович
- Жеребцов, Василий Семёнович
- Задорожный, Михаил Игнатьевич
- Зорин, Григорий Трофимович
- Иванов, Игорь Сергеевич
- Иванов, Николай Петрович
- Игнатов, Николай Васильевич
- Карелин, Константин Максимович
- Кирпиков, Борис Петрович
- Колотилов, Леонид Алексеевич
- Колчанов, Михаил Егорович
- Костин, Алексей Сергеевич
- Кулиев, Аббас Шахбазович
- Левченко, Александр Дмитриевич
- Лысенко, Борис Петрович
- Любезный, Николай Фёдорович
- Лядов, Иван Михайлович
- Мазур, Трифон Григорьевич
- Меркушев, Иван Иванович
- Михин, Алексей Никитович
- Молчанов, Глеб Михайлович
- Незнакин, Алексей Тарасович
- Плужников, Тимофей Григорьевич
- Подгайнов, Степан Ильич
- Политов, Семён Иванович
- Постный, Алексей Владимирович
- Пуртов, Фёдор Петрович
- Рыжков, Иван Ермолаевич
- Рязанцев, Тимофей Кузьмич
- Сазонов, Николай Петрович
- Сапунов, Алексей Дмитриевич
- Седов, Константин Степанович
- Сидельников, Василий Михайлович
- Скрылёв, Виктор Васильевич
- Стренаков, Прокофий Аверьянович
- Трифонов, Феоктист Андреевич
- Тураев, Джуракул
- Хлуднев, Фёдор Матвеевич
- Чудинов, Пётр Алексеевич
- Шабан, Борис Тарасович